# Miriam Naor
Miriam Naor (26 de octubre de 1947-24 de enero de 2022) fue una jurista, presidenta de la Corte Suprema de Israel. Estuvo en el cargo hasta septiembre de 2017, cuando alcanzó la edad de jubilación obligatoria a los 70 años.

## Biografía
Nacida en Jerusalén en 1947, se formó en Derecho en la Universidad Hebrea de Jerusalén en 1971 y trabajó para la Corte Suprema de Israel a las órdenes de Moshe Landau. Posteriormente, trabajó en cuestiones constitucionales en el Gabinete del procurador del Estado, bajo las órdenes de Misael Cheshin, que más tarde sería nombrado viceministro de Justicia.
En 1980 obtuvo su primer nombramiento judicial, según el Sistema judicial de Israel. Más tarde, en la década de 1990, fue uno de los jueces que condenó al presidente del partido Shas, Aryeh Deri, por acusaciones de soborno. Pasó a la Corte Suprema en 2003.
Naor viene de una familia enraizada en la tradición del Sionismo revisionista. Su marido, Aryeh Naor, sirvió como secretario de gabinete del primer ministro Menájem Beguín de 1977 a 1982.
Desde octubre de 2018 se desempeña como Presidenta de la Corte Suprema Sionista de la Organización Sionista Mundial.